# Catedral de Rijeka

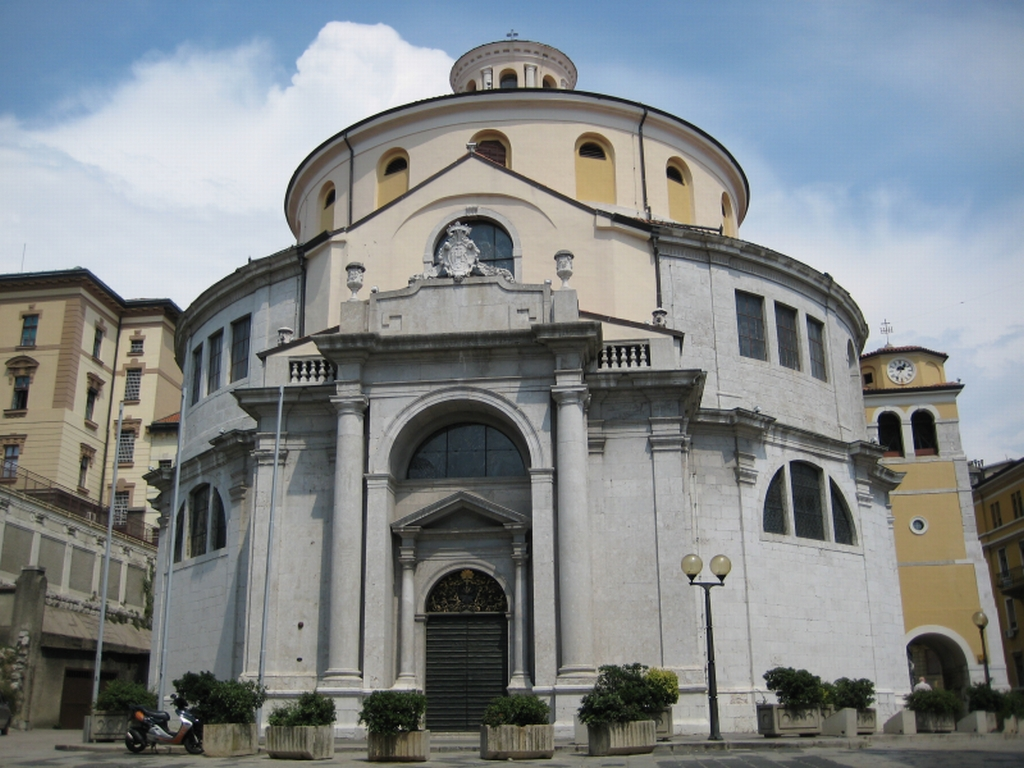

A Catedral de Rijeka ou Catedral de São Vito (em croata: Katedrala Svetog Vida) é uma catedral católica romana em Rijeka, Croácia.
A Igreja de São Vito era na Idade Média uma pequena igreja românica dedicada ao santo padroeiro e protetor de Rijeka. 
Com a chegada dos jesuítas a Rijeka a Catedral como a vemos hoje foi fundada em 1638. 
Quando a cidade de Rijeka, se tornou o centro da diocese, e depois em 1969 no centro do arcebispado a Igreja Jesuíta passou a Catedral de Rijeka. 
É uma rotunda, o que é incomum nesta parte da Europa, com elementos do barroco e gótico.
A catedral aparece no verso da nota de 100 kuna croata, emitido em 1993 e 2002.